# Rodì Milici
Rodì Milici ist eine Gemeinde in der Metropolitanstadt Messina in der Region Sizilien in Italien mit 1948 Einwohnern (Stand 31. Dezember 2023).

## Lage und Daten
Rodì Milici liegt 48 Kilometer westlich von Messina. Die Einwohner arbeiten hauptsächlich in der Landwirtschaft (Zitrusfrüchte, Oliven und Wein). Die Gemeinde Rodì Milici teilt sich in zwei Teile: Rodì am linken Ufer des Baches Patri, weiter südlich liegt Milici am rechten Ufer des Baches Patri.
Die Nachbargemeinden sind Antillo, Castroreale, Fondachelli-Fantina, Mazzarrà Sant’Andrea, Novara di Sicilia und Terme Vigliatore.

## Geschichte
Das Gründungsdatum von Rodì Milici ist unbekannt. Wahrscheinlich haben Kreuzritter des Johannisordens den Ort von Friedrich II. erhalten und nach der griechischen Insel Rhodos benannt. Die Herkunft der Kreuzritter soll Rhodos gewesen sein.

## Sehenswürdigkeiten
- Nekropole
- Befestigungsanlage aus der Bronzezeit